# International Commission on Stratigraphy
Die International Commission on Stratigraphy (ICS) (Internationale Kommission für Stratigraphie), manchmal inoffiziell auch als International Stratigraphic Commission (Internationale Stratigraphische Kommission) bezeichnet, befasst sich mit stratigraphischen und geochronologischen Themen auf einer weltweiten Basis.
Die ICS ist die größte wissenschaftliche Unterorganisation der International Union of Geological Sciences (IUGS) und stellt eine ständige Kommission dar, die wesentlich öfter zusammentritt als zu den vierteljährlichen Terminen, die von der IUGS im Rahmen von Kongressen oder Arbeitskreisen angesetzt werden.
Die ICS hat zurzeit 15 Subkommissionen, die für die einzelnen Systeme des Phanerozoikums, das Neoproterozoikum, das Präkambrium sowie allgemein für stratigraphische Klassifikation zuständig sind.

## Ziele
Eines der Hauptziele der ICS ist die Entwicklung einer multidisziplinären und weltweit gültigen geologischen Zeitskala. Dieses Projekt wurde 1974 begonnen und soll regionale paläontologische und geobiologische Vergleiche vereinfachen. Zu diesem Zweck soll für jede chronostratigraphische Einheit ein so genannter GSSP (Global Boundary Stratotype Section and Point) definiert werden, der strengen und einheitlichen Kriterien genügt.
Zusätzlich legt die ICS die sogenannten GSSA (Global Standard Stratigraphic Age) fest, die, basierend auf global nachweisbaren tektonischen Ruhephasen (Zeiträume zwischen weiträumig nachweisbaren Gebirgsbildungsphasen), ausschließlich über ein absolutes Alter definiert und für fast alle Einheitengrenzen des Präkambriums bislang noch maßgeblich sind. 
Außerdem unterstützt die ICS den offenen und internationalen Austausch zwischen Geowissenschaftlern in allen Feldern der geowissenschaftlichen Teilgebiete.
Die International Commission on Stratigraphy hat zahlreiche Unterabteilungen hervorgebracht, die auf regionaler oder nationaler Ebene arbeiten und für die Geländearbeiten, die Einordnung der lokalen Ergebnisse sowie die Organisation wissenschaftlicher Konferenzen vor Ort zuständig sind.

## Veröffentlichungen
Die ICS veröffentlicht sowohl verschiedene Ergebnisse und wissenschaftliche Arbeiten als auch regelmäßig aktualisierte Richtlinien, welche in der International Stratigraphic Chart (Internationale stratigraphische Tabelle) veröffentlicht werden. Diese Tabelle fasst sowohl die zurzeit diskutierten Vorschläge als auch die aktuell gültigen Richtlinien zusammen, welche nach der jeweils letzten Zusammenkunft der ICS herausgegeben wurden. Die Vorschläge der ICS sind als Empfehlungen formuliert und befassen sich mit der Datierung und Auswahl von geologischen Formationen und anderer stratigraphischer Einheiten sowie mit Fragen der Nomenklatur. Sie sind solange nicht offiziell, bis sie von der Dachorganisation IUGS bestätigt (ratifiziert) oder abgelehnt wurden. De facto werden die Ergebnisse der ICS-Zusammenkünfte im geowissenschaftlichen Alltag fast immer unmittelbar akzeptiert und angewendet. Ausnahmen sind selten und betreffen Fälle, in denen auch nach längerer Diskussion im Rahmen der Zusammenkünfte ein wesentlicher Meinungsunterschied besteht. Solche Themen werden vor der Vollversammlung der IUGS geklärt.
Eine solche Kontroverse entstand, als im Jahr 2004 in einem bedeutenden stratigraphischen Standardwerk  das traditionell etablierte Quartär als informelle Einheit deklariert und Pleistozän und Holozän dem Neogen zugeordnet wurden. Gründe dafür waren, dass zuvor bereits das Tertiär formell durch die Einheiten Paläogen und Neogen ersetzt wurde, und die zu diesem Zeitpunkt bestehende Diskussion um die Pliozän-Pleistozän-Grenze, in der die Zuordnung des Gelasiums, einer traditionell tertiären Einheit, zum Pleistozän, einer traditionell quartären Einheit, gefordert wurde. Somit erschien es einem Teil der geowissenschaftlichen Gemeinschaft als logische Konsequenz, das Quartär als stratigraphische Einheit aufzugeben. Dies rief jedoch heftigen Widerspruch im anderen Teil dieser Gemeinschaft hervor, vor allem auch unter zahlreichen mit dem Quartär befassten Geologen. Beendet wurde der Streit schließlich mit einem deutlichen, unter 18 stimmberechtigten „Officers“ der ICS erzielten Mehrheitsbeschluss, das Quartär unter Zuschlag des Gelasiums zum Pleistozän als formelle Einheit der Internationalen Geologischen Zeitskala im Rang eines Systems bzw. einer Periode zu definieren, was im Juni 2009 von der IUGS bestätigt wurde.